# Trigonella spicata
Trigonella spicata är en ärtväxtart som beskrevs av James Edward Smith. Trigonella spicata ingår i släktet trigonellor, och familjen ärtväxter. Inga underarter finns listade i Catalogue of Life.